# Enrique Iglesias
Enrique Miguel Iglesias Preysler (Madrid, 1975. május 8. –) Grammy- és Latin Grammy-díjas spanyol énekes. Kilencéves korától Miamiban él. Julio Iglesias spanyol énekes és Isabel Preysler modell és televíziós személyiség fia. Világszerte eddig 38 millió albumot adott el. Többek között ő nyitotta meg a 2008-as labdarúgó-Európa-bajnokság döntőjét Can You Hear Me című slágerével.

## Gyermek- és ifjúkora
Iglesias Madridban született. 8 évesen, 1983-ban Miamiba költöztek. Mivel apja ismert énekes, ezért mindenük megvolt. Később viszont egyszerűbb dolgok iránt kezdett érdeklődni, mint például az éneklés, és ekkoriban már csak pamut ingekben és farmerokban járt.
Két testvére van, Julio Iglesias Jr. és Chabeli Iglesias. A szüleik 1978-ban váltak el, amikor Enrique 3 éves volt. Miután az ETA terrorista szervezet 1981 decemberében Spanyolországban elrabolta a nagyapját, dr. Julio Iglesias Puga-t, Enrique-nek és Julio José-nak, el kellett válniuk az anyjuktól, Isabeltől, és az apjukhoz kellett költözniük Miami-ba 1982-ben. Enrique ekkor 7 éves volt. 18 évesen megkötötte az első lemezszerződését a Fonovisával. A társaság 3 évre írta alá, az addig ismeretlen művésznek. Egyetemre járt, amikor későbbi menedzsere meghallgatta, akit lenyűgözött Enrique tehetsége. Hónapokkal később Enrique Torontóba, Kanadába utazott, hogy elkezdhesse az első lemezfelvételét, így abba kellett hagynia az egyetemi tanulmányait.
A középiskolában is a "show business" érdekelte, már ekkor játszott a Hello, Dolly! című musicalben.

## Pályafutása
Manapság közel negyven millió eladott lemezzel ő az egyik legkedveltebb spanyol előadó. Természetesen szeretné "lekörözni” édesapját, de elmondása szerint nagyon fontos számára az apai támogatás.
Iglesias Guy Chambers dalszerzővel együtt írta az „Un Nuovo Giorno” című számot, amely Andrea Bocelli első popalbumán szerepelt. A dalt később angol nyelven "First Day Of My Life" címmel Melanie Chisholm, egykori Spice Girl énekelte, amivel főként Európában aratott sikert.
1998-ban a Nunca te olvidaré című dal, az Esperanza című mexikói telenovella főcíme lett.
2000-ben Enrique társ-producere volt a Four Guys Named Jose and Una Mujer Named Maria című musicalnek. A műsorban sok mai kortárs latin énekes (például: Carmen Miranda, Selena, Richie Valens, Carlos Santana, Ricky Martin vagy maga Iglesias) dalát hallhatjuk.
Iglesias a színészkedés iránt is érdeklődik. Játszott Johnny Depp és Antonio Banderas mellett a Volt egyszer egy Mexikó című filmben. 2007-ben szerepet kapott egy amerikai sorozatban a Two and a Half Men-ben (Két pasi – meg egy kicsi) Charlie Sheen oldalán, illetve az Így jártam anyátokkal harmadik évadjának első két epizódjában is szerepelt.
Egy Pepsi reklámban egy római császárt alakított Britney Spears, Beyoncé és Pink oldalán. A Pepsi szponzorálta az Insomniac elnevezésű turnéját is.

## Magánélete
Enrique-ét több híres nőhöz fűzték mély érzelmek. Többek a Miss Universe egyik nyerteséhez, Alicia Machadohoz, a popénekes Christina Aguilera-hoz, valamint a Szellemekkel suttogó (Ghost Whisperer) sztárjához, Jennifer Love Hewitthoz is. Már évek óta – igaz, kisebb nagyobb mosolyszünetekkel – az orosz teniszcsillaggal, Anna Kurnyikovával boldog. Vele az egyik videóklipje, az Escape forgatásán ismerkedett meg. A párnak 2017. december 16-án ikrei születtek a South Miami Kórházban: Nicholas és Lucy. 2020-ban megszületett harmadik gyermekük.

## Diszkográfia
Stúdióalbumok
- Enrique Iglesias (1995)
- Vivir (1997)
- Cosas del amor (1998)
- Enrique (1999)
- Escape (2001)
- Quizás (2002)
- Seven (7) (2003)
- Insomniac (2007)
- Enrigue Iglesias—95/08 Exitos (2008)
- Enrique Iglesias—Greatest Hits (2008)
- Euphoria (2010)
- Sex and Love (2014)
- Final (Vol. 1) (2021)
- Final (Vol. 2) (2024)

## Megjelent híranyagok
- 32 éves Enrique Iglesias
- Plágium per előtt a latin szívtipró
- Enrique Iglesias, Ibéramerika királya